# Deák Ferenc (kanonok)
Deák Ferenc (18. század) kanonok.

## Élete
Nagytárkányi, később girincsi, majd miskolci plébános volt. 1736. augusztus 15-én Szűz Mária mennybevitelének az ünnepén Deák Ferenc tartotta az ünnepi szentmisét. Itteni szolgálata alatt ő kezdeményezte a Csupros Mária-szobor felállítását, amelyre 1738-ban került sor az akkor még új mindszenti templom előtt, a mindszenti és miskolci polgárok kívánságára. Ennek fenntartására ajándékozta 20 kapás szőlejének árát, s ennek kamatjából gyújtották meg minden szombaton és Mária vigélyein a szobron lévő mécsest. A szegények mindszenti házáról sem feledkezett meg, ennek is 60 kapás szőlőt ajándékozott. Mivel a protestánsok megtérítésében gróf Erdődy Gábor Antal egri püspök jobb kezének számított, 1741-ben az egri káptalan választott kanonokja lett. Amikor az itteni szeminárium rektoraként szolgált a pestisjárvány idején, 1743. július 21-én fogadalmat tett, hogy minden hónap harmadik vasárnapján szentbeszédet tart a Fájdalmas Szűz előtt és a szenvedő népért szentolvasót végez. 1745-ben az ő tulajdonát képezte az egri Széchenyi utca 16. szám alatt álló épület. Később mellei fontisról címzett apát és máramarosi főesperes volt 1751-ben.

## Munkái
- Domus sapientiae, az az A bölcsességnek háza, mellyet ... Andrásy Klára ... Sennyei István ... özvegye ... ötven négy esztendeig épített, és most temetése alkalmatosságával ... élő nyelvel ki hirdetett ... P. D. F. Nagy tárkányi plébános. (Évszám nélkül)
- Az égig támasztott Jákob lajtorjáján példáztatott mennyei boldogság nyolcz fok garádicsa. (Kende Katalin, Keresztes Lászlóné asszony felett tartott halotti prédikáczió.) Kassa, 1730.
- Közönséges orvosság, melylyel Barkóczi Krisztina asszony Sennyei Imre házas társa magát erősítette, amelyet temetési szomorú alkalmatosságával… az egybegyült népek eleibe terjesztett. Kassa, 1733.